# Vahva
Vahva (Duits: Wagwa) is een plaats in de Estlandse gemeente Saaremaa, provincie Saaremaa. De plaats heeft de status van dorp (Estisch: küla) en telt 10 inwoners (2021).
Tot in december 2014 behoorde Vahva tot de gemeente Lümanda, daarna tot in oktober 2017 tot de gemeente Lääne-Saare en sindsdien tot de fusiegemeente Saaremaa.

## Geschiedenis
Vahva werd in 1645 onder de naam Wahowa olof voor het eerst genoemd. Vahva was toen een boerderij, die later op het terrein van het landgoed Atla kwam te liggen, dat een kroondomein was. In 1923 werd Vahva voor het eerst genoemd als dorp. De naam betekent ‘moedig’; waarschijnlijk was dat de bijnaam van de eerste boer.
Tussen 1977 en 1997 maakte Vahva deel uit van het buurdorp Leedri.